# Ochrotrichia insularis
Ochrotrichia insularis är en nattsländeart som beskrevs av Martin E. Mosely 1934. Ochrotrichia insularis ingår i släktet Ochrotrichia och familjen smånattsländor. Inga underarter finns listade i Catalogue of Life.